# Enamul Hossain
Enamul Hossain (bengalisch এনামুল হোসেন রাজীব; * 30. September 1981 in Dhaka) ist ein Schachmeister aus Bangladesch.
Die bangladeschische Meisterschaft konnte er dreimal gewinnen: 1997, 2006 und 2016. Er spielte für Bangladesch bei elf Schacholympiaden: 1996 bis 2008 und 2012 bis 2018. Außerdem nahm er einmal an den asiatischen Mannschaftsmeisterschaften (2016) teil. Beim Schach-Weltpokal 2007 scheiterte er in der zweiten Runde an Jewgeni Tomaschewski.
Im Jahr 2002 wurde er Internationaler Meister, seit 2008 trägt er den Titel Großmeister und seit 2016 den Titel FIDE-Trainer. Seine bisher höchste Elo-Zahl war 2531 im April 2009.
| Hier fehlt eine Grafik, die leider im Moment aus technischen Gründen nicht angezeigt werden kann. Wir arbeiten daran! |